# Họa mi đất má trắng
Pomatorhinus erythrogenys là một loài chim trong họ Timaliidae.